# Mankato (Minnesota)
Mankato é uma cidade localizada no estado americano de Minnesota, no Condado de Blue Earth e Condado de Le Sueur e Condado de Nicollet.

## Demografia
Segundo o censo americano de 2000, a sua população era de 32.427 habitantes.
Em 2006, foi estimada uma população de 34.970, um aumento de 2543 (7.8%).

## Geografia
De acordo com o United States Census Bureau tem uma área de
39,9 km², dos quais 39,4 km² cobertos por terra e 0,5 km² cobertos por água.

## Localidades na vizinhança
O diagrama seguinte representa as localidades num raio de 16 km ao redor de Mankato.